# Todos Santos (gemeente)
Todos Santos is een gemeente (municipio) in de Boliviaanse provincie Puerto de Mejillones in het departement Oruro. De gemeente telt naar schatting 972 inwoners (2018). De hoofdplaats is Todos Santos.